# 蠻社之獄
蠻社之獄（日语：／ Bansha no goku）是日本江戶時代天保十年（1839年）5月江戶幕府為維護鎖國政策而鎮壓蘭學學者的事件。
兰学是江户时代经荷兰人传入日本的西方学术、文化、技术的总称，幕府貶稱為“蠻學”，稱蘭學研究社團為“蠻社”。1837年，美國艦船毛利遜號搭乘七名日本漂流民，航入浦賀要求通商，反遭炮擊。蘭學學者渡邊華山、高野長英等人就此對幕府鎖國令為“井蛙之见”，二人分別著作有《慎机论》《梦物语》，提出“因时变而立政法乃古今之通义”，動搖幕府鎖國政策根基。1839年5月，幕府以批評幕政、策劃走私、串通大鹽平八郎為由，逮捕渡邊、高野等蘭學學者入獄，史稱蠻社之獄。渡邊、高野二人皆死于獄中。1853年，美国将军馬休·佩里威逼日本人打开了国门，簽《日美和亲条约》，日本鎖國才就此結束。